# 熊谷駿
熊谷 駿（くまがい しゅん、1996年8月7日 - ）は、宮城県仙台市出身の元サッカー選手。ポジションはDF、FW。

## 来歴
小学1年の時に大沢スポーツ少年団に入団。小学2年の時にはミヤギテレビ杯で優勝を経験している。
小学3年時にベガルタ仙台ジュニアに2期生として入団。中学1年時には身長が180cmを超え、ジュニアユースでも活躍。
高校進学時にはユース昇格の誘いもあったが、仙台育英学園高校に進学しサッカー部に入部。当時ヴァンフォーレ甲府の監督だった城福浩の兄、城福敬が監督を務めていた縁もあり、2015年にヴァンフォーレ甲府に加入した。
2016年からはDFだけでなく、高身長を活かしてFWとして出場するようになり、同年5月8日のJ1リーグ1stステージ11節の横浜F・マリノス戦でプロ初出場し、同時に初得点も果たした。
2017年シーズン終了後、契約満了により退団。同年12月に行われたJリーグ合同トライアウトに出場した。
2018年、アルビレックス新潟シンガポールへ完全移籍。
2019年、ナショナル・ポリス・コミッサリーFCへ移籍。怪我により同年限りで引退した。

## 所属クラブ
- 2003年 - 2005年 大沢サッカースポーツ少年団 (仙台市立大沢小学校)
- 2005年 - 2009年 ベガルタ仙台ジュニア (同上)
- 2009年 - 2012年 ベガルタ仙台ジュニアユース (仙台市立大沢中学校)
- 2012年 - 2014年 仙台育英学園高等学校
- 2015年 - 2017年  ヴァンフォーレ甲府
- 2018年  アルビレックス新潟シンガポール
- 2019年  ナショナル・ポリス・コミッサリーFC

## 個人成績
| 国内大会個人成績 | 国内大会個人成績 | 国内大会個人成績 | 国内大会個人成績 | 国内大会個人成績 | 国内大会個人成績 | 国内大会個人成績 | 国内大会個人成績 | 国内大会個人成績 | 国内大会個人成績 | 国内大会個人成績 | 国内大会個人成績 |
| 年度             | クラブ           | 背番号           | リーグ           | リーグ戦         | リーグ戦         | リーグ杯         | リーグ杯         | オープン杯       | オープン杯       | 期間通算         | 期間通算         |
| 年度             | クラブ           | 背番号           | リーグ           | 出場             | 得点             | 出場             | 得点             | 出場             | 得点             | 出場             | 得点             |
| 日本             | 日本             | 日本             | 日本             | リーグ戦         | リーグ戦         | リーグ杯         | リーグ杯         | 天皇杯           | 天皇杯           | 期間通算         | 期間通算         |
| ---------------- | ---------------- | ---------------- | ---------------- | ---------------- | ---------------- | ---------------- | ---------------- | ---------------- | ---------------- | ---------------- | ---------------- |
| 2015             | 甲府             | 26               | J1               | 0                | 0                | 0                | 0                | 0                | 0                | 0                | 0                |
| 2016             | 甲府             | 26               | J1               | 6                | 1                | 2                | 0                | 0                | 0                | 8                | 1                |
| 2017             | 甲府             | 26               | J1               | 1                | 0                | 2                | 0                | 0                | 0                | 3                | 0                |
| シンガポール     | シンガポール     | シンガポール     | シンガポール     | リーグ戦         | リーグ戦         | リーグ杯         | リーグ杯         | シンガポール杯   | シンガポール杯   | 期間通算         | 期間通算         |
| 2018             | 新潟S            | 4                | プレミア         | 12               | 4                | -                | -                | 5                | 0                | 17               | 4                |
| 通算             | 日本             | 日本             | J1               | 7                | 1                | 4                | 0                | 0                | 0                | 11               | 1                |
| 通算             | シンガポール     | シンガポール     | プレミア         | 12               | 4                | -                | -                | 5                | 0                | 17               | 4                |
| 総通算           | 総通算           | 総通算           | 総通算           | 19               | 5                | 4                | 0                | 5                | 0                | 28               | 5                |

- Jリーグ初出場・初得点 2016年5月8日 J1 1stステージ第11節 横浜F・マリノス戦 (日産スタジアム)